# Palaestra
Palaestra es un género de coleóptero de la familia Meloidae.

## Especies
Las especies de este género son:
- Palaestra assimilis (Hope, 1842)
- Palaestra eucera Fairmaire, 1870
- Palaestra platycera Fairmaire, 1880
- Palaestra quadrifoveata Fairmaire, 1880
- Palaestra rubricollis (Hope, 1842)
- Palaestra rubripennis Laporte de Castelnau, 1840
- Palaestra rufipennis (Westwood, 1841)
- Palaestra rufocincta Fairmaire, 1880
- Palaestra violacea (Hope, 1842)